# Natasha Yarovenko
Natalia "Natasha" Olegovna Yarovenko (Odesa, RSS de Ucrania, Unión Soviética, 23 de julio de 1979) es una modelo y actriz hispano-ruso-ucraniana.

## Biografía

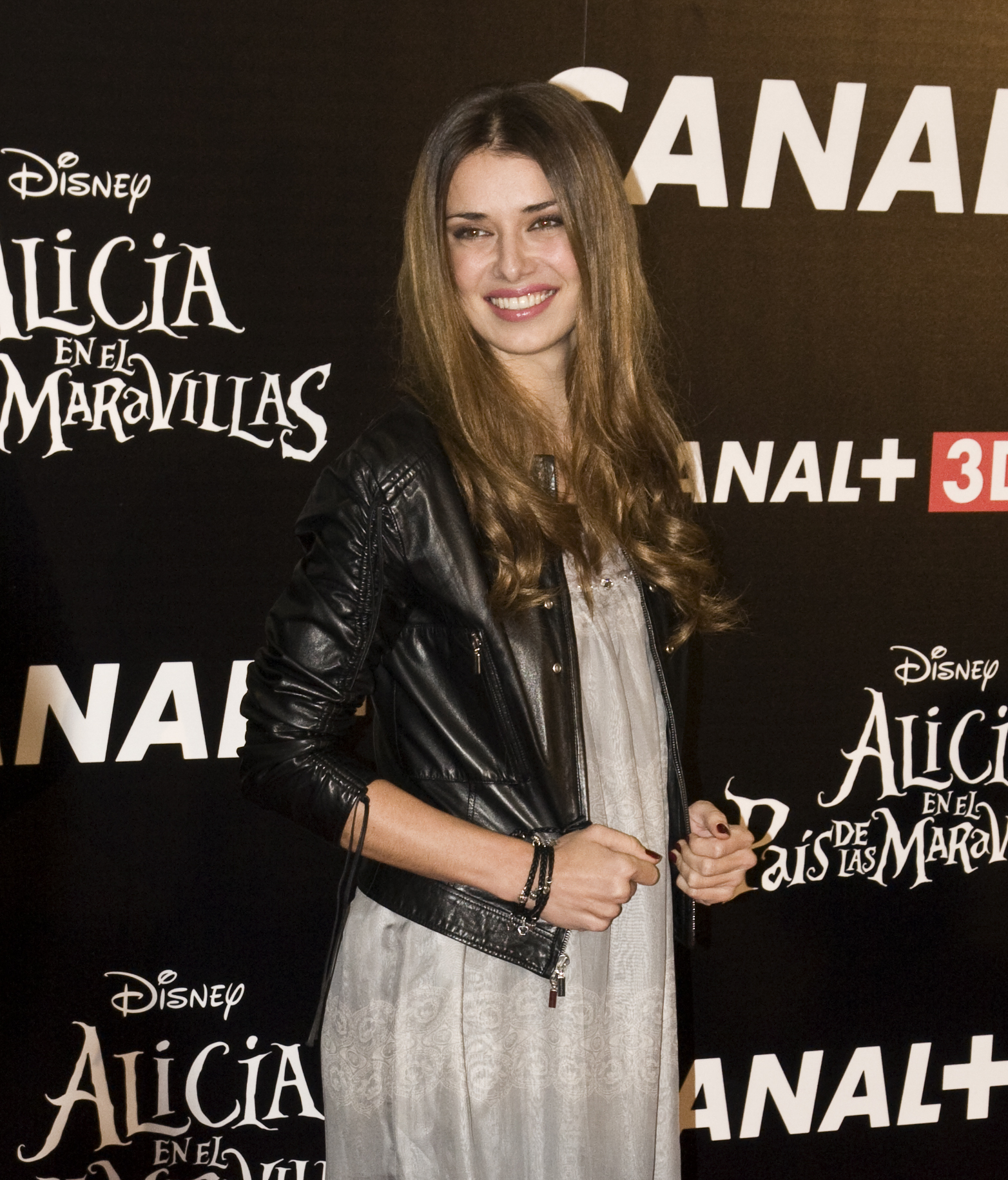
Natasha Yarovenko en el photocall de Alicia en el país de las maravillas en 2010

Nacida en Odesa, por entonces parte de la Ucrania Soviética, de padre ucraniano y madre rusa, si bien ella siempre se ha considerado rusa. Creció en una familia de padres ingenieros. Se graduó en Filología Ruso-Inglesa en una universidad de su ciudad natal y, durante ese tiempo, también estuvo viviendo en Moscú.
Acabados sus estudios, en el año 2000 decidió viajar a España junto a su familia, estableciéndose en la ciudad de Barcelona. Según la actriz, fue rápido adaptarse a esa ciudad porque le era similar a Odesa en cuanto a la forma de vida y el mar.

### Trayectoria profesional
Yarovenko inició su carrera como actriz en la televisión autonómica catalana. Su primera oportunidad televisiva le llegó de la mano de Lydia Zimmermannl en el telefilme La dona de gel. Más adelante debutó en un cortometraje llamado Estúpidos (basado en hechos reales) dirigido por Gerard Sinfreu el cual le dio quizá la participación más breve que ha tenido en su carrera de actriz, pero en el año 2004 realizó su primer papel protagonista para el cine con la película Jóvenes, de los directores Ramón Termens y Carles Torras.
En el año 2007 interviene en la serie Hospital Central, siendo esta su primera participación en una cadena nacional (Telecinco).
Su primer antagónico llega en el año 2008 al interpretar a la malvada Romina de la serie Lalola emitida por Antena 3, serie en la que participó en 52 episodios. Ese mismo año Yarovenko es invitada por el director Julio Medem a participar en el filme Habitación en Roma, en el que se estrenaría como protagonista, compartiendo cartel con la actriz Elena Anaya. Este suceso le supuso una nominación al premio Goya como mejor actriz revelación.
En 2010 da vida a la princesa Sigrid en la película El Capitán Trueno y el Santo Grial.
A finales de 2010, compró una pequeña isla en las Bahamas por $200,000.
Natasha fue ganadora de un Pétalo por parte de la revista Cosmopolitan.

## Filmografía
| Año  | Título                             | Personaje           | Notas                                                                                              | Tráiler                            |
| ---- | ---------------------------------- | ------------------- | -------------------------------------------------------------------------------------------------- | ---------------------------------- |
| 2003 | La dona de gel                     | Tania Gustova       | Primer trabajo cinematográfico de Yarovenko                                                        | La dona de Gel                     |
| 2004 | Jóvenes                            | Marta               | Habla de tres jóvenes en una huida a ninguna parte persiguiendo una felicidad que resulta ilusoria | Jóvenes                            |
| 2004 | Estúpidos, basado en hechos reales | Dependienta Anuncio | Cortometraje, ha sido la participación más breve de Yarovenko                                      | Estúpidos, basado en hechos reales |
| 2006 | Omar Martínez                      | Olga                | Película para TV, Dirigida por Pau Martínez                                                        | Pendiente                          |
| 2008 | Diario de una Ninfómana            | Mae                 | El cartel oficial de esta película fue censurado en Madrid                                         | Diario de una Ninfómana            |
| 2009 | Negro Buenos Aires                 | Alma                | Natasha ya había trabajado con el director Ramón Termens                                           | Negro Buenos Aires                 |
| 2010 | Habitación en Roma                 | Natasha             | Es invitada a participar por Julio Medem, es nominada al premio Goya como actriz revelación.       | Habitación en Roma                 |
| 2011 | El Capitán Trueno y el Santo Grial | Sigrid              | Entró al Film como antagonista y se quedó con el papel protagonista tras la salida de Elsa Pataky. |                                    |
| 2012 | Aftershock                         | Irina               | |                                    |
| 2016 | Loki 7                             | Ivanna              | |                                    |

## Televisión
| Año       | Título                              | Personaje        | Episodios                               |
| --------- | ----------------------------------- | ---------------- | --------------------------------------- |
| 2005      | Ventdelplà                          | Tatiana          | Episodios 65,68 y 69 (2x21, 2x24 y x25) |
| 2007      | Hospital Central                    | Liuva            | Episodio 168 (13x05)                    |
| 2008-2009 | Lalola                              | Romina Yarovenko | 61 episodios.                           |
| 2010      | Pelotas                             | Tatiana          | Episodio 18 (2x07)                      |
| 2010      | Inocentes                           | Svetlana         | Personaje fijo (episodios 1 y 2)        |
| 2015      | Las aventuras del Capitán Alatriste | María de Castro  | Personaje fijo                          |